# Fémina Sport
Fémina Sport är en fransk damidrottsförening grundad 1912 i Paris. Föreningen grundades som fotbollsklubb för damer och var under sina tidiga år en pionjär inom damfotbollen. Klubben var flerfaldig fransk mästare i fotboll.

## Historia

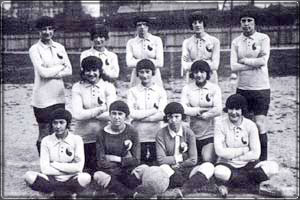
Franska damlandslaget 1920

Föreningen grundades den 27 juli 1912 av gymnasterna B Auguste Sandoz och Pierre Payssé (OS-mästare i gymnastik vid Olympiska sommarspelen 1906) med Faivre Bouvot som förste ordförande som en av de första damidrottsklubbarna (efter Les Sportives de Paris och En Avant Paris) i Parisområdet. Bland de första medlemmarna fanns Suzanne Liébrard, Germaine Delapierre, Lucie Cadiès, Jeanne Brulé, Thérèse Brulé, Lucie Bréard och Jeanne Janiaud. 1915 valdes Alice Milliat till ny ordförande i föreningen. 1917 startades fotbollssektionen.
Åren 1918–1922 spelade laget en rad matcher över hela Frankrike i syfte att främja damfotboll. Klubben rönte även stora framgångar i friidrott.
I april 1920 sammanställdes ett franskt kombinationslag med flera spelare från föreningen (med Jeanne Brulé, Thérèse Brulé, Chatelut, Defigier, Germaine Delapierre, Jeanne Janiaud, Louise Ourry, Carmen Pomiès samt J. Lévêque från "Les Sportives de Paris" och lagkapten Madeleine Bracquemond, Geneviève Laloz, Thérèse Laloz, Rigal, Rimbaux, A. Trotmann, J. Trotmann, Viani från "En Avant Paris") inför en turné i England där man skulle möta Dick, Kerr's Ladies FC i 4 matcher. Första matchen spelades 30 april inför 25 000 åskådare på Deepdale i Preston som Dick Kerr's vann med 2-0, andra matchen i Stockport inför 15 000 åskådare slutade 5-2 för Dick Kerr's, 3.e matchen i Manchester inför 12 000 åskådare slutade 1-1 och sista matchen 6 maj på Stamford Bridge i London vanns av det franska laget med 2-1 inför 10 000 åskådare. Senare samma år spelade lagen 4 returmatcher i Frankrike.
Klubben dominerar damfotbollen i Frankrike och vann de franska dammästerskapen (Championnat de France de football féminin organiserade av Fédération des Sociétés Féminines Sportives de France FSFSF) åren 1919 och 1923–1932. Vid mästerskapen 1919 deltog endast Fémina Sport och En Avant Paris.
1966 startades en tennissektion och klubben har flera olika idrottsgrenar bland sina sektioner.

## Framgångsrika medlemmar
- Lucie Bréard, guldmedaljör Damolympiaden 1921, Damolympiaden 1922
- Andrée Darreau, bronsmedaljör Damolympiaden 1922
- Germaine Darreau, silvermedaljör Damolympiaden 1924
- Germaine Delapierre, guldmedaljör Damolympiaden 1921
- Frédérique Kussel, guldmedaljör Damolympiaden 1921,
- Georgette Lenoir, silvermedaljör Damolympiaden 1922
- Violette Morris, guldmedaljör Damolympiaden 1921,världsrekord diskus 1924
- Yvonne Tembouret, världsrekord diskus 1923